# ジェイコブ・リース

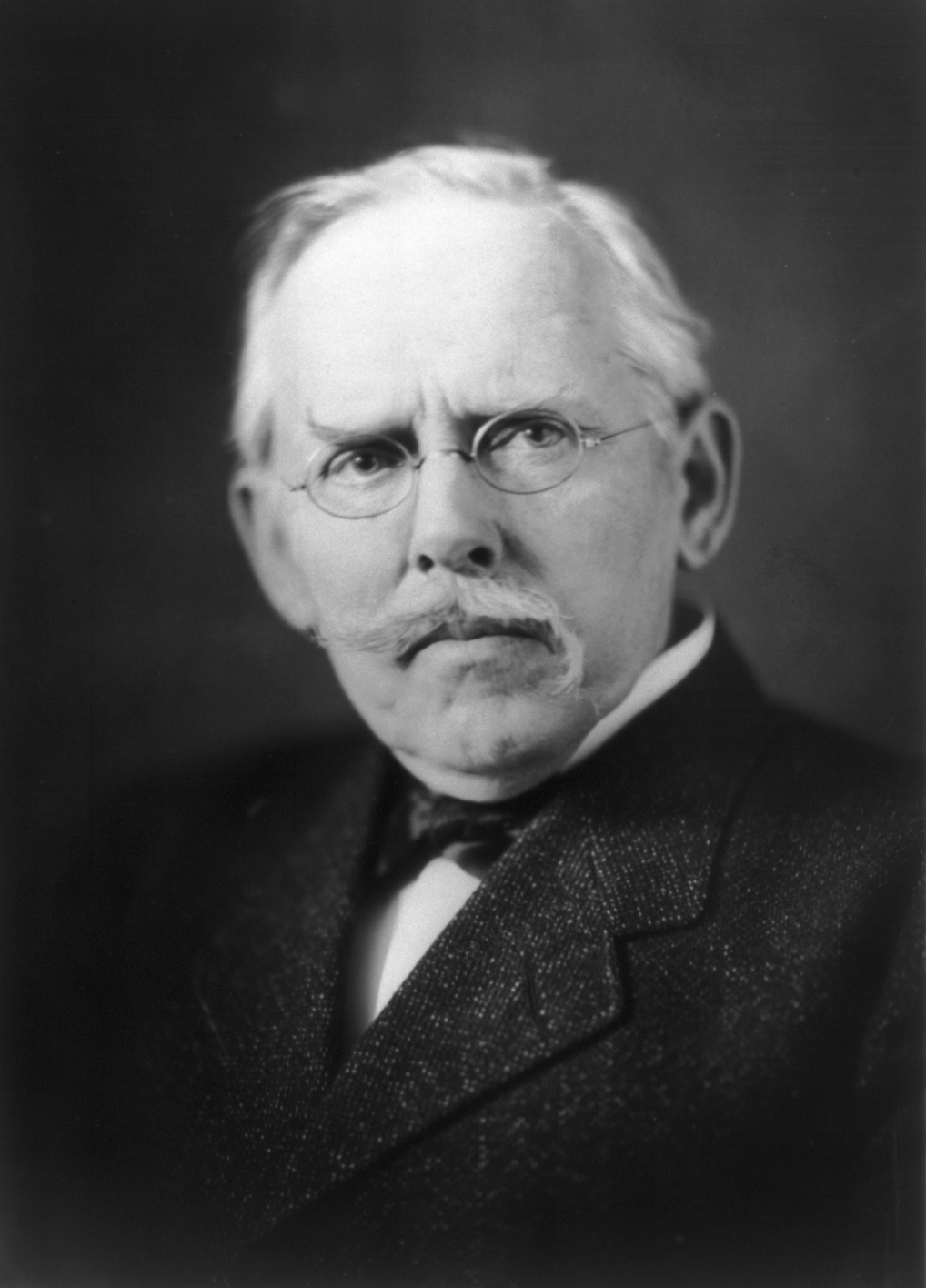
ジェイコブ・リースの肖像

ジェイコブ・リース（英語: Jacob August Riis[riːs], 1849年5月3日 - 1914年5月26日）は、デンマーク系アメリカ人の「マックレーカー（Muckraker）」と呼ばれるジャーナリストの一人であり、社会改革論者、また社会派のドキュメンタリー写真家。20世紀の転換期におけるアメリカの都市改革運動に大きく貢献した。社会改良主義運動を背景にジャーナリズムを通してスラム街の状況改善を訴えたほか、網版写真やマグネシウムよるフラッシュ撮影などの新技術も積極的に活用した。

## 経歴

### 生い立ち
ジェイコブ・リースは1849年、ユトランド半島の西側にあり、北海に面したデンマークの田舎町、リーベに生まれた。父はニールス・エドワード・リース（Niels Edward Riis）、母はキャロライナ・リース（Carolina Riis、旧姓:Bendsine Lundholm）で15人兄弟（うち一人は孤児の姪を養育していた）の3人目の子供であった。母は熱心なルーテル派の信者であり、父はラテン語学校の教頭を務める傍ら、大家族を養うための収入を補うべく、地方週刊紙の編集に携わっていた。15人の中で20世紀まで生き延びることができたのはリースと一人の姉妹、そして里子の姪のみであった。
父が教師であったので学校に通うも、リースにとっては余り面白くなかった。しかし英語には興味を持っており、チャールズ・ディケンズの作品に惹かれたという。彼の父親も彼にディケンズの雑誌『オール・ザ・イヤー・アラウンド（All the Year Round）』やジェイムズ・フェニモア・クーパーの小説を読み、それを通して英語力を改善するよう言い聞かせた。
リースは幸せな子供時代を送ったが、一方で11歳の時、歳の若い兄弟であるセオドア（Theodore）が溺死するという悲劇も経験した。彼は母親の嘆きを忘れることはなかったという。
11歳から12歳のころ、彼は所持金を、家をきれいにするならばという条件で荒れ果てた家に住む貧しいリーベの家族に全て寄付した。彼らはそれを受け取って条件に応じたが、リースがこのことを母親に話すと、母親も手伝いに来た。
父はリースに専門職について欲しいと思っていたが、強圧的な学校を嫌ったリースは早々に大工の徒弟奉公に入った。16歳の時、エリザベス・ジョルツ（Elisabeth Gjørtz）に恋をした。彼女はリースが見習いの大工として働いていた会社のオーナーの12歳になる養子であった。父親は彼のどぎまぎした恋心を認めず、大工としての見習い期間を終えるためにリースを無理矢理コペンハーゲンへと行かせた。4年間の修行ののち、リースはギルドの資格を得て故郷に戻った。帰郷したその日のうちに、彼はエリザベスに求婚するが、父親からつれなく断られ、絶望した彼はできるだけ彼女から離れるためにアメリカへの移住を決意した。また、渡米を決意したもう一つの理由としては、不景気な田舎町では定職に就けなかったということもあったが、このような経緯から1870年、21歳の春にリースはアメリカ合衆国へと渡った。

### アメリカへの移住

#### 時代背景
リースがアメリカに移住した時期は南北戦争終結から1890年ごろまでの「金ぴか時代」と呼ばれる時期にあたる。農業国から工業国へと転換したアメリカは経済発展と都市の繁栄を経験する一方で、政界や産業界では買収や汚職が蔓延していた。ニューヨークでは1811年の都市計画のもとマンハッタンがメトロポリスとして大きく発展した。1876年にはセントラル・パークが開園し、1870年代にはグランド・セントラル駅やメトロポリタン美術館、初期の摩天楼が次々に建設され、またロックフェラーやヴァンダービルト、カーネギー、モーガンといった実業家は巨大な邸宅を構えて贅沢な生活を謳歌した。しかしその一方でニューヨークは都市計画上の予想を遥かに超えて発展し、また世紀半ばから大規模な移民がやってきたことで住宅問題は次第に無視できないものとなっていった。加えて民主党の支持団体であるタマニー・ホールは移民や貧民への慈善行為と引き換えに彼らを選挙の集票に利用し、裏組織と結んで市政を牛耳っていた。
特に移民に関しては、19世紀には初期のアメリカを形作った西欧諸国からの移民とは違う移民、いわゆる「新移民」が急増した。例えばジャガイモ飢饉を逃れて渡米したアイルランド移民や1880年代以降の南欧、東欧移民、南北戦争後に北部へと流れ込んできた黒人、ゴールドラッシュでカリフォルニアに渡ったのち、ニューヨークへと移住してきた中国移民などである。彼らは英語の話せない非熟練労働者が多かった。こうした新移民の動きは、1890年からより厳しい移民制限法が可決される1921年までに総数1900万人にのぼり、また1896年以降は年間100万人を超えることも稀ではなくなったが、彼らの極端な低賃金による労働はアメリカ人にとっても脅威となり、人種的偏見に裏打ちされた移民制限論や移民排斥論につながった。さらに彼らは急速に発展しつつあるアメリカに安価な労働力を提供した一方、貧困や衛生、教育や犯罪といった新たな社会問題、都市問題を社会に提起する存在となっていった。
そんな彼らが生活したのがマンハッタン南部のロウアー・イースト・サイドであった。ここにはテネメント（Tenement）と呼ばれる安アパートが密集していたが、日当たりは悪く、空気はよどんでおり、衛生状態は極めて劣悪であった。テネメントの数は1870年から1880年、新移民の流入とともに急増したが、これらの家賃はニューヨークの他の地域と比べると遥かに割高であったため、借家人は下宿人を置き、一部屋に多くの人が生活した。そのため当時のニューヨークは世界一の人口稠密地域になっていた。このようにスラム化した住環境のなかで治安は悪化し、子供たちは十分な養育を受けることができなくなっていた。

#### 新天地へ
まず初めにコペンハーゲンからグラスゴーへと小船で向かい、5月18日に蒸気船アイオワ号（Iowa）の三等客室で旅をした。彼がその時持っていたのは友達から贈られた餞別の40ドル（旅行のために自分で50ドル払っていた）、エリザベスの母親からもらったエリザベスの髪の毛の入った首飾り、そしてリーベでの難破を助けた時以来、家族ぐるみでの付き合いがあるデンマーク領事のグドール氏（Mr. Goodall、のちのアメリカン・バンクノート社社長）への紹介状であった。リースは6月5日にニューヨークに上陸し、その日のうちに友達からもらった40ドルの半分を人間や捕食動物から身を守るためのリボルバーに使った。のちにリース自身はこのことを「その国のしきたりはそうだと思ったから」だと述懐しているが、これは当時のアメリカがヨーロッパの人々にとってどのような場所だと思われていたのかということをよく示している。

#### 貧しい生活
到着から5日経ち、彼が有り金をほとんど全て使い果たした頃、リースはピッツバーグ上流、アレゲニー川沿いのブレディーズ・ベンド・アイアン・ワークス（Brady's Bend Iron Works）で大工としての仕事を見つけた。それから数日後には手取りを増やすために採掘なども始めたが、すぐに大工の仕事へと戻った。1870年6月19日、フランスがドイツに宣戦布告して普仏戦争が始まったことを知ったリースは、デンマークがプロイセンのシュレースヴィヒ併合に報復するためにフランスに加わって参戦する（第二次シュレースヴィヒ＝ホルシュタイン戦争）だろうと予想して、自らもフランスのために戦うことを決意した。彼はニューヨークに戻り、ほとんどの私物を質に入れて所持金もないままに、フランス領事館で軍に入ろうとするが、アメリカから志願兵を送る計画はないと告げられてしまう。リボルバーまでをも質に入れ、歩いてニューヨークを出た末に疲れ果てて倒れてしまった。目が覚めると彼はフォーダム大学へと向かい、神父に食事を与えてもらった。
短期間の農場での仕事とマウントバーノンでの不定期の仕事ののちにリースはニューヨークに戻ると、そこで『ザ・サン』紙に載っていた、新聞社が戦争への従軍記者を募集しているという内容を目にした。リースは応募するために急いでそこへ向かったが、しかし編集者は文句を言い、知らん顔をしながらも腹を空かせたリースに朝食のための1ドルを与えた。しかし彼は憤然としてこれを断った。リースは貧しく、墓石の上で眠り、拾ったリンゴで生き延びていた時もあった。それでもニュージャージーのイースト・ブランズウィックにあるレンガ工場で仕事を見つけ、志願兵の一団が戦争に行くという話を聞きつけるまでの6週間はそこにいた。リースはこの話を聞くや否やニューヨークへと戻ったものの、着くと同時に噂は確かに本当であったが、もう遅かったことを知った。彼はフランス領事に申し立てたが追い払われてしまった。他にも様々な方法で従軍を試みたが、どれも成功しなかった。
リースはニューヨークに戻っても路上の寝場所を浮浪者と争い、デルモニコスの調理場の窓越しに肉片のついた骨とパンを物乞いする生活であった。誰一人として友人もいない巨大な都市で見窄らしい身なりのままいる自分に絶望し、10月のある夜、ノース川（North River）の堤防から身投げをしようとしたその時、リースを思いとどまらせたのは彼に付き纏っていた一匹の斑犬であった。その夜は気を取り直して、リースはひとまず警察の浮浪者収容施設で一晩を明かした。翌朝、彼が施設で目覚めるとエリザベスの巻毛が入った金の首飾りが盗まれていることに気づいた。警官と悶着を起こした結果、警察から追い出され、挙句警官に飛びかかった斑犬は階段に打ち据えられて死んでしまったのであった。
ただしこの話は後にリースのお気に入りの話になった。彼が後に告白したことには、不愉快な警官のキャリアを破滅させるために未だ彼の最終的な名声を使っていないということは彼の個人的な勝利なのであると言う。そしてまた、「あの夜の怒りが、浮浪者宿泊所の廃絶とスラムへの戦いの原動力になった」とも述べている。
以上のように、リースがアメリカに到着してからの数年間、新世界が彼に与えたのは無一文、飢え、宿無し、放浪のどん底生活も含めて孤独で貧困な暮らしでしかなかった。こうしたエピソードはのちに自伝として出版されることになるが、これらは作り話ではないのかと問われたこともあったという。

### ジャーナリストとして

#### 記者という選択肢
うんざりした彼は収容施設を出た朝、ニューヨークを去り、彼の最後の所持品であったシルクのハンカチを売って船の切符を買った。不定期の仕事をし、貨物列車で密行しながら、リースはついにフィラデルフィアへとたどり着いた。そこでデンマーク領事のFerdinand Myhlertzに援助を訴え、領事とその妻に2週間世話になった。
領事は、今やきちんとしたスーツに身を包んだリースをジェームズタウンの古いクラスメートの家へと遣った。リースはニューヨーク州西部に位置するこの街のスカンディナビア人コミュニティの中で大工として働き、また様々な他の仕事もした。彼は経済的に十分安定し、英語とデンマーク語両方で文筆家としてのキャリアを試みるための時間を手に入れたが、バッファローの新聞への就職は失敗し、雑誌社も彼の提案を断った。
ただ、彼はこの頃から事実を追求する記者の仕事は、色々の職業の中で最も価値あるものと考えるようになり、またかつて父も地方紙の編集をしていたということも彼をそのような職業選択へと向かわせた。新聞社に断られたことはリースにとっては「高慢の鼻をへし折る事件」であったとのちに述べているが、それでもむしろ彼の記者になろうという決意は固まっていったという。
リースがその地で大工として引っ張りだこであった主な理由は、価格が安かったからであった。しかしながら雇い主たちは彼の効率の良さと賃金の安さに付け込んだので、リースはニューヨークに戻った。彼は特にアイロンのセールスマンとして最も成功し、イリノイでの営業担当者に昇進した。しかしながらシカゴでは金と在庫を両方騙し取られて、最初の拠点であったピッツバーグに戻らなければならなくなった。そこで彼はペンシルベニアでの営業のために残してきた部下が同じやり口で彼を騙していたことに気づいた。彼は再びほとんどの金を失い、熱で寝たきりでいる間に彼のかつての愛情の対象であったエリザベスが騎兵隊の将校と婚約したことを手紙で知った。こうしてリースは道々アイロンを売りながらニューヨークへと戻ったのであった。この時期のリースは、どこか辺境にでも落ち延びたいと漠然と思いつつも、行商の傍ら電信を習いに職業訓練校に通っていた。

#### ジャーナリストとしてのキャリアの始まり
リースはロングアイランドの新聞社の編集者募集の広告に気付いて応募すると、地方記事担当の編集者に選任された。しかし彼はすぐに、なぜこの仕事が空いていたのかを悟った。なぜなら編集長が不誠実で負債を抱えていたのだった。彼は2週間後に新聞社を去った。しかしこれ以降、彼のキャリアは新聞関係の仕事に固まっていった。
再び失業した彼は、マンハッタンのファイブ・ポインツ地区に戻った。ある日クーパー・ユニオンの外に彼が座っていると、彼がかつて電報を学んだこの学校の校長がたまたま彼に気づいた。校長はもし他に何もすることがないのであれば、ニューヨーク・ニュース・アソシエーション（New York News Association）が研修生を探していると彼に伝えた。一晩が経ち、急いで飼葉桶で体を洗った後、彼はインタビューへと向かった。だらしのない身なりであったにも関わらず、彼は課題審査へと送られ、アスター・ハウス（Astor House）での昼食会の様子を観察し報告した。リースはそこでの出来事を完璧に伝えたので、職を得ることができた。
リースは豊かな人々についても、貧しい移民のコミュニティについてもどちらも書くことができた。仕事は順調にゆき、彼は週刊紙『ザ・ニュース（the News）』の編集者に昇進した。しかしながらこの政治団体の定期刊行物であった新聞はしばらくして破産した。同時に、リースは兄と叔母、そしてエリザベスの婚約者が死んだことを伝える手紙を故郷から受け取った。リースはエリザベスにプロポーズの手紙を書き、また75ドルの貯蓄と約束手形で『ザ・ニュース』紙を買収した。
リースは自分の新聞社で必死に働き、すぐに負債を払った。新たに独立したので、彼はかつて自身の雇い主だった政治家を標的にすることができた。その間、彼はエリザベスから仮の婚約受諾の知らせを受け取っていたが、彼女はリースに「ともに全ての高尚で良いことのために努力しましょう」と言って、デンマークに来るよう頼んだ。都合の良いことに、政治家たちはリースの新聞社を、リースが買い取ったときに払った金額の5倍の値段で買い戻そうと申し出たので、彼はたくさんの資金を持ってデンマークに辿り着くことができた。
デンマークで数ヶ月過ごしたのち、新婚夫婦はニューヨークに到着した。リースはしばらくの間ブルックリン南部の新聞、『ザ・ブルックリン・ニュース（the Brooklyn News）』で編集者として働いた。また収入を補うため、彼はブルックリンでの宣伝に幻灯機と呼ばれるプロジェクターを使い、二本の木の間に張った布か、もしくは窓の後ろのスクリーンに投影した。この目新しさは成功し、リースとその友達は巡業広告主としてアップステート・ニューヨークやペンシルベニアへと移転した。しかしながら、この事業は二人がストライキ中の鉄道職員と警察官の間での武力闘争に巻き込まれると終わり、リースはすぐにまたニューヨーク市へと戻った。

#### 警察担当記者時代
新聞社でのキャリアがうまくいかない中、隣人で『ニューヨーク・トリビューン』紙の地方記事編集者を務めていた人がいたので、なんとか使ってもらえることになった。1877年のことであった。低賃金ながらもリースは必死に働いた結果、警察本部詰に空席ができたため、警察担当記者を任された。これ故にリースは「記者（newspaperman）」というより「警察関係記者（police reporter）」とよばれることが多い。彼はロウアー・イースト・サイドのスラムの中心、マルベリー・ストリートの警察署の向かいに事務所を構え、イタリア系、中国系、ユダヤ系、アイルランド系移民や黒人の生活をつぶさに観察した。
警察担当記者を務める間、リースは街の中でも最も犯罪率が高く、貧しいスラムで働いた。彼自身の救貧院での経験や、スラムにおける貧しい人々の状況を目撃した経験を通して、彼らのために何かを変えようとリースは決心した。また1880年代半ばからはテネメントの問題についても定期的に報告するようになった。これら一つの結果として、1884年には市当局を促す形でスラム街の住環境を検討する「不良アパート問題委員会（Tenement-Hause Commission）」を発足させた。のちの著作『向こう半分の人々の暮らし』の執筆（後述）は、この委員会において着想を得たものである。
結局彼は『ニューヨーク・トリビューン』紙では1877年から1888年まで、そして1888年から1899年までは『イヴニング・サン』紙で、合計22年間警察担当記者を務めた。彼はこの仕事を「誰かにトラブルを意味するあらゆるニュース―殺人、火事、自殺、裁判沙汰になるような全ての事件―をあつめ処理する者」であると描写しており、事件のニュースが警察本部と警察担当記者のオフィスがあるマルベリー・ストリートに入ってくると、記者は警察本部だけでなく衛生局、消防局、検死所、税務署などを回って取材活動をしたという。リースの同僚であり、のちに代表的なマックレーカーとなったリンカーン・ステフェンズは、リースがユダヤ人の青年を助手に使ってリポートの収集・整理や書いた記事を本社に運ばせるなどしていたことを書き残している。

### 写真家としての試み

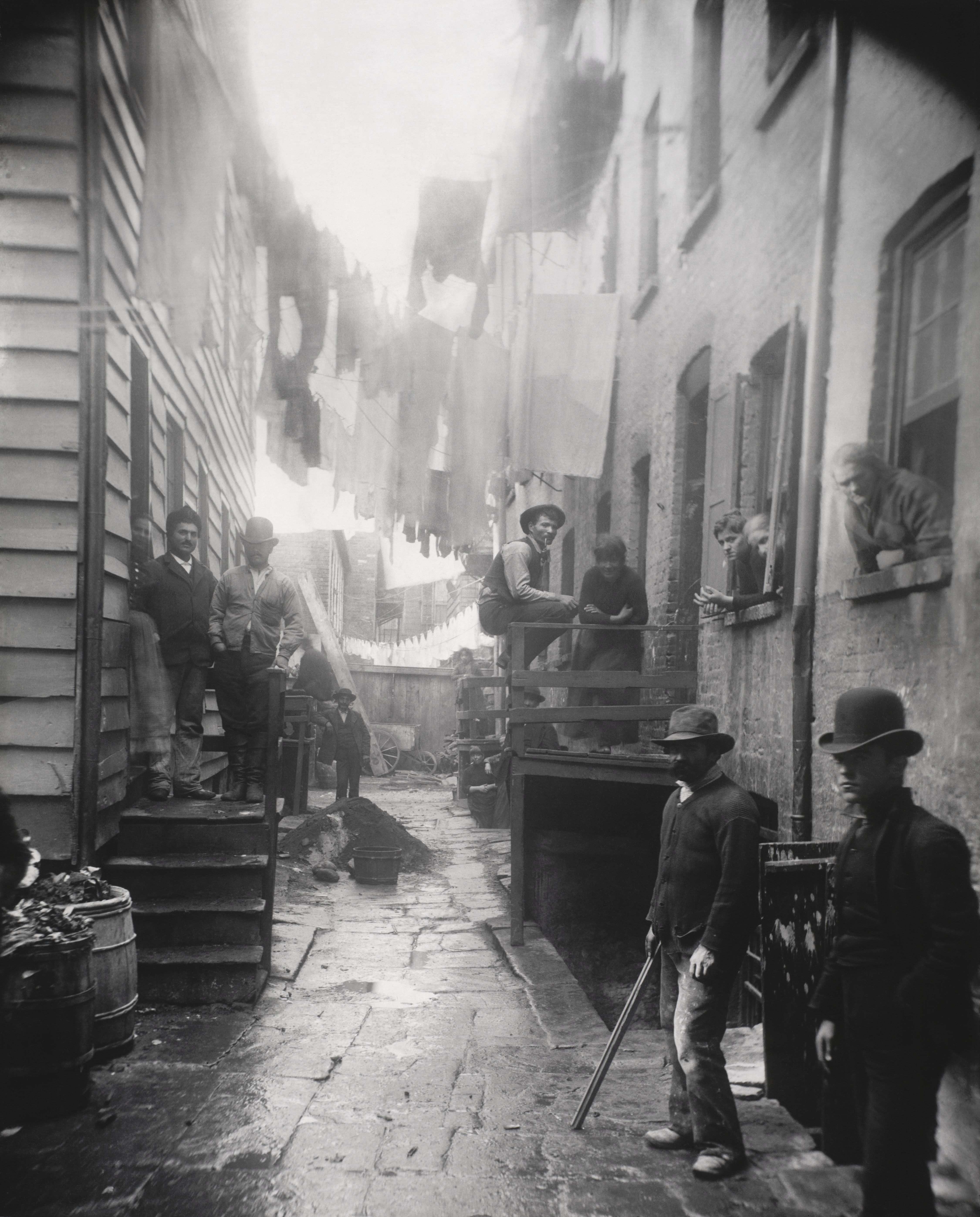
「バンディッツ・ルースト（Bandit's Roost）」 (1888) 、『向こう半分の人々の暮らし（How the Other Half Lives）』より。

リースは警察担当記者を務める中で、自らが目にしているものを人々に見せたいと思うようになっていった。スラムの記事を新聞に書いても手応えを感じられず、一方でスケッチには期待ができなかった。しかし1887年のある日、ドイツでフラッシュを用いた撮影方法が発明されたというニュースを新聞で見たリースは、ここに活路を見出した。
当時のフラッシュはマグネシウム閃光粉にマッチで火をつけるというものであり、大きな音を立てて爆発するので非常に危険であった。このやり方によってリースの家は二度火事になり、体に引火したことも一度あった。この時は眼鏡をかけていたので失明は免れた。
リースはフラッシュ撮影の可能性を悟り、友人のジョン・ネーゲル（John Nagle）博士にこのことを知らせた。彼は市の保健当局の人口統計事務局長であり、気鋭のアマチュア写真家としても知られていた人物であった。ネーゲルはもう二人の写真家友達、ヘンリー・ピファード（Henry Piffard）とリチャード・ホウ・ローレンス（Richard Hoe Lawrence）に声をかけ、4人はスラムを写真に撮り始めた。彼らの最初の報告は1888年2月12日にニューヨークの新聞、『ザ・サン』紙に載せられた。これはリースによる署名のない記事であり、著者については「実際にはそうではないが、人格の中にロングアイランドの教会の助祭とニューヨークの警察担当記者という二つの尊厳を持っているエネルギッシュな紳士」と描写している。また「ゴッサムの犯罪と日中夜に渡る惨状の写真」は「教会や日曜学校などで公開される『もう半分：ニューヨークでどのように生きて、死んでいくか』と題された講演会の基礎になるもの」と説明されている。記事は写真をもとに12の線画で描かれた。
リースと仲間の写真家はフラッシュ撮影を取り入れた初めてのアメリカ人であった。ピストル・ランプは危険で恐ろしく、またフライパンの上でマグネシウムの閃光粉に着火するというリースの別の方法にまもなくとって変わられそうであった。しかしその方法の中にはレンズキャップを外し、閃光粉に着火し、レンズキャップを交換するという手順も含まれており、着火に要する時間で時々フラッシュが作り出す明らかな画像のブレが生まれてしまっていた。
リースの最初のチームはすぐにこの時間の遅れに辟易し、リースは他の助けを借りなければならなくなった。彼のアシスタントは二人とも怠惰で、一人は不誠実であったので、リースが買った板を売ってしまった。そこでリースはアシスタントを法廷で告訴することに成功した。またリースはネーゲルに自分のことは自分でやるべきだと提案されたので、1888年1月、25ドルを払って大判カメラとプレートホルダー、三脚、そして現像や印刷に関する機材を購入した。彼は実践のためにハート島のポッターズ・フィールドに機材を持って行き、2枚撮った。結果はひどく露出過度であったものの、成功に終わった。1870年代から1880年代にかけてのハンドカメラや乾板ネガの発明はリースのようなアマチュアの撮影を可能にしたのであった。
しかしリースにはあくまで自分は写真家ではなくジャーナリストであるという自覚があり、写真はあくまで彼が書いた「事実」を裏付ける手段でしかなかったため、彼にとってはテクストの方が重要であった。従って写真家としては二流だったというのが彼の口癖であったし、1898年には写真撮影をやめてしまう。このため、リースによるものとされている写真のうち、紛れもなくリース本人が撮った写真は全体の半分強である。

### 講演会の開始
リースは提供された写真を保管しており、それをイラストエッセイとして雑誌に投稿しようとしていた。しかし、『ハーパーズ・ニュー・マンスリー（Harper's New Monthly）』の編集者に写真は好きだが、文章は好きではないと言われ、違う作家を見つけると言われた時、リースは雑誌社に失望し、公衆に直接訴えることに興味を持った。そこで、彼は幻灯用のガラススライド板をつくり、ニューヨーク市内の教会を回ってスラムの実態に関する講演会を開いた。
しかしこれは簡単なことではなかった。教会が会場だということは決まっていたが、リース自身の教会を含む、いくつかの教会は反対し、講演が礼拝者の感情を害するか、もしくは裕福で権力のある地主の感情を損なうことを懸念した。しかしながら、市宣教協会（City Mission Society）のアドルフ・シャフラー（Adolph Schauffler）とジョサイア・ストロング（Josiah Strong）がリースの講演会のスポンサーとしてブロードウェイ・タバナクル教会（Broadway Tabernacle church）を手配した。資金が足りなかったので、保健当局の事務官であったW・L・クレイグ（W.L. Craig）とも手を組んだ。
リースとクレイグの、幻灯機を用いた講演はほとんど金にならなかった。しかし、二人ともリースの伝えるべきことに接する人々の数を非常に増やし、またリースは変化をもたらしうるような力を持った人々に合うこともできるようになった。特にチャールズ・ヘンリー・パークハースト（Charles Henry Parkhurst）や『スクリブナーズ・マガジン（Scribner's Magazine）』の編集者といった人々であり、後者はリースに写真付き記事の掲載を申し出た。
リースの講演会ではスクリーンに鮮やかなスライド映像が大きく投影され、人々に印刷された写真以上に衝撃を与えた。加えて、彼は講演会をできる限り劇的なものに仕立てた。会堂の暗闇の中でスポットライトの下、リースは二時間かけて講演しながら100枚のスライドを上映した。スライドは当時最新の投影機で奥行きと臨場感のあるステレオ映像となり、ディゾルヴ装置で板が切り替えられた。演出の上ではコルネットやゴスペルなどの音楽を用いたほか、聖書や福音書の一節の朗読や祈祷、またスライドにキリストの絵を挿入することもあったという。
次第に全国各地から相次いで公演依頼が届くようになり、1893年には中西部を回る大規模な講演旅行を行った。1900年には初めて西海岸に足を伸ばし、亡くなる前年の1913年までスライドを用いた講演会を毎年こなしていた。後年は映画の登場で人気に翳りが差していたものの、書籍自体に勝る影響力を持っていたことが指摘されている。

### 書籍の執筆

#### 『向こう半分の人々の暮らし』

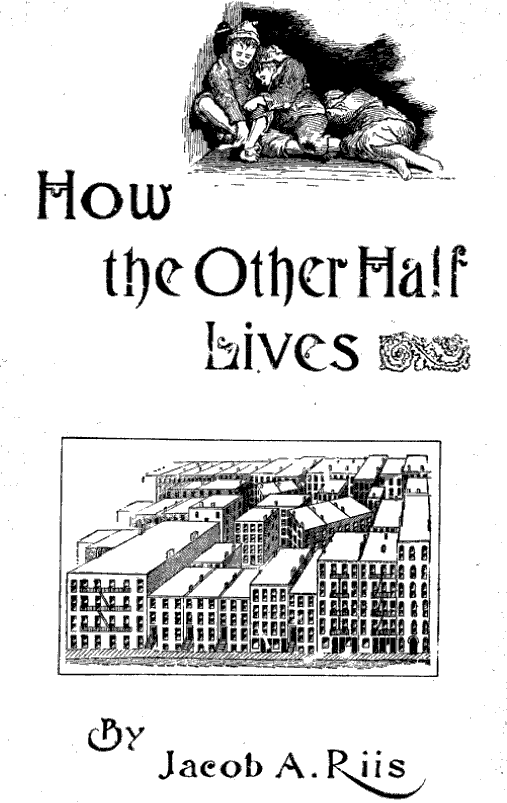
1890年の版

本来リースはスラム街での十数年間にわたる取材の中で撮影した写真集を出版するつもりであった。しかしどの雑誌社も関心を示さなかったところ、『スクリブナーズ・マガジン』の編集者が興味を示したため、雑誌記事「向こう半分の人々の暮らし―ニューヨークのテネメントの実態調査（How the Other Half Lives: Studies Among the Tenements of New York）」は1889年のクリスマスに刊行された。当時ヘンリー・ジョージの単一税制を支持し、ジョージの理論や分析を学んでいたリースは、この機会を「ジョージ主義的な情熱」で地主を非難するのに使った。
記事の中では21枚の挿絵が用いられたが、ほとんどがリースらが撮影した写真をもとに5人の挿絵画家によって木版画に写し換えられたものであった。挿絵が掲載された理由としては、当時のハーフトーン技術がまだ確立しておらず、不鮮明な上にコストがかかったことに加え、まだ絵画に比べ写真の芸術的価値が低かったことが挙げられる。出版社側としても撮影技術と構図の未熟な写真を掲載するより、手慣れてセンスのある挿絵画家による修正版を好んだ。このため自分の文章と全く関係ない絵が挿入されていたことに、リースは少なからず苛立ちを覚えていたとみられる。リースがリースが保管していた雑誌掲載記事には「記事の中にこの絵がこっそり入れられた。これは私のではないし、なんの関係もない」という殴り書きが残されている。
本の中ではイタリア人街やユダヤ人街、チャイナ・タウン、人種混合地帯、ドヤ街などスラムを形成する様々な地区、住宅の模様、住民の悲惨な生活と労働を描いている。加えて人口密度や乳幼児死亡率、少年非行率などの一般的な記述とともに、様々な事例や具体的な体験談を織り交ぜて、貧しい人々の生活を記している。
翌1890年11月に、書籍『向こう半分の人々の暮らし（How the Other Half Lives）』は出版された。大幅に加筆されて25章からなる本文に、21枚の挿絵、そして新たに17枚のハーフトーン印刷の写真とテネメントの平面図4枚と鳥瞰図、統計資料、巻頭詩と序文が付け加えられたものであった。
ハーフトーン印刷を用いた写真図版17枚、写真からおこされた木版画19枚からなっており、当時としてはハーフトーン印刷を全面的に取り入れた最初の本であった。なお新聞におけるハーフトーン印刷の導入は1880年だとする説が一般的であるが、それ以前は写真と文章を同時に印刷することはできなかった。加えてハーフトーン印刷の普及には高速で性能のよい印刷機械の登場を待たねばならなかった。『ニューヨーク・トリビューン』では1897年からハーフトーン印刷を常用するようになったが、大多数の新聞社では線画凸版を並行して使っていた。それゆえに、ハーフトーン技術が複製可能な写真の潜在能力を爆発させ、豊穣な20世紀の映像文化を生み出す上で、非常に重要なものであったことを、ヴィッキ・ゴールドバーグ（Vicki Goldberg）は指摘している。
『向こう半分の人々の暮らし』は順調に売れ、よく引用された。いくつかの書評ではあまりに単純化し、誇張しすぎていると批判されたが、概して好評であった。リース自身は、この成功は、ウィリアム・ブースの『最暗黒の英国とその出路（In Darkest England and the Way Out）』や、またワード・マカリスター（Ward McAllister）が富裕層を描いた、『Society as I Have Found It』によって社会改良への人々の関心が高まったおかげであると考えていた。この本は模倣作を助長してしまい、『Darkness and Daylight; or, Lights and Shadows of New York Life』（1892）などはどいうわけかリース自身の写真を盗用していた。その後も反響を呼び、刊行後5年で版は11版にも及んだ。
本書の訳（ジェイコブ・リース 2018）を出版した千葉喜久枝はあとがきにて、「フォトジャーナリズムという新しい手法を通して社会的に大きな役割を果たした作品であると同時に、19世紀末のニューヨークの移民の暮らしを文章と写真で記録した作品として、今なお重要な意味をもつといえる。」と評価している。

#### 『貧民の子供たち』
続編は1892年の『貧民の子供たち（Children of the Poor）』であり、リースは特に出会った子供たちについて書いた。これは『向こう半分の人々の暮らし』と全く同じ立場に立っており、同じ内容を含んでいる。現状を改善するための事実を集めることが目的であって、リース自身が「二つの本は一つ」であり、この本を刊行するにあたって「何も付け加えることはない」と述べている。従って本書にはイタリア人やユダヤ人を中心にスラム街の子供の様々な生活の悲惨さを記録している。統計などの一般的な記述もある一方、『向こう半分の人々の暮らし』に比べると具体的な事例に則した記述が多く、調査的な記録となっている。実際、当時の批評家たちも、第一作ほどの人気を博しはしなかったものの、本書はそれ以上に論拠とする諸事実を豊富に含んでいると、高く評価していた。
井垣章二は本書について、『向こう半分の人々の暮らし』を子供に集中したものである一方で、この問題展開自体はある程度予測しうるものであったと分析している。なぜならリースは第一作の後半ですでに子供の問題に集中しており、子供がスラムの悪環境に晒されている問題性を大きく指摘しているからであるという。そして、その意味では『貧民の子供たち』は『向こう半分の人々の暮らし』の続編という位置づけにありながら、この子供を取り巻く環境の問題こそがリースの中心課題であったことを指摘している。従って、本書の後半ではますます明確に児童に対する教育と福祉活動の状況と評価をへて、実践的課題を提示していることを述べている。

#### 自伝『あるアメリカ人の成り立ち』
1901年、セオドア・ルーズベルトが大統領になった1ヶ月後に、自伝『あるアメリカ人の成り立ち（The Making of an American）』が出版された。リース夫妻の出会いの場面に始まり、貧しい移民の若者でありながら苦労の末に成功し、恋を成就させて5人の子の父親となって、ホワイトハウスに出入りするに至る成功物語はアメリカ人の心を掴み、商業的に成功した。夫妻は一躍全国的な有名人となり、リースの著作の中でも『向こう半分の人々の暮らし』の次に有名な作品となった。
『向こう半分の人々の暮らし』やその他の本も批評家から賞賛を受けていた一方、自伝に関しては賛否両論があった。『ニューヨーク・タイムズ』のある批評家は「ごく身近で懇意な友人たち」のために書かれた虚栄の作品だと一蹴した。彼はリースの「粘り強い根性」と「断固とした楽観性」を高く評価していたが、「等量の虚栄と自惚れでできた、ほとんど巨大なエゴイズム」が著者の主たる特性であると払い除けた。その批評家は、自伝はリースの人生における「個人的かつ内面的な出来事に絶え間のない興味と渇望を抱いている大多数によって熱心に読まれる」ことになるだろうと予測している。リースはそのような批判を予期しており、「『向こう半分の人々の暮らし』の大きな売れ行きを十分に説明することは決してできなかった…トプシーのように、それは大きくなった」と述べている。
ただ、『ニューヨーク・トリビューン』など、そのほかの新聞は好意的な書評を出した。出版から2年後に別の批評家は、リースの物語は広く増刷され、彼が「最もよく知られた作家[の一人]で…アメリカで最も人気のある講師の一人」だということを知らしめた、と報じている。

### セオドア・ルーズベルトとの関わり
リースの活動はセオドア・ルーズベルトに大きな影響を与えた。彼は『向こう半分の人々の暮らし』を読んですぐにリースのもとへ出向いたが、リースは取材で留守であった。そこで名刺に「君の本を読んだ。力になりたい」と書置きを残した。この時のことをリースは以下のように書き残している。
彼が私に会うためにイブニング・サン社のオフィスにやって来たのは、私が『他の半分の人たちの生活』を書いて、そうたたないうちであった。その時私は外出中であったので、彼は、私の本を読んだこと、何かお役に立てばと思ってやって来たとだけ書いて帰っていった。それだけで彼がどんな人かよく分った。私ははじめて彼に会ったその日から彼が好きになった。……誰も彼がしたようには私を助けてくれなかった。二年の間、われわれはこのマルベリー街で兄弟であった。—ジェイコブ・リース
1894年、ボス政治を行い、タマニー・ホールと結びついていた民主党がニューヨーク市長選挙に敗れ、共和党系のウィリアム・ラファイエット・ストロング（William Lafayette Strong）が市長になると、ルーズベルトもニューヨーク市警察の公安委員長（New York City Police Commissioner）に任命された。これに際して、彼はリースに夜間の犯罪捜査を見せてもらうよう頼んだ。最初の巡回の間、二人はほとんどの巡査が持ち場にいないことに気づいた。リースはこのことを次の日の新聞に書き、またルーズベルトも残りの任期中には、より注意を払うようになった。

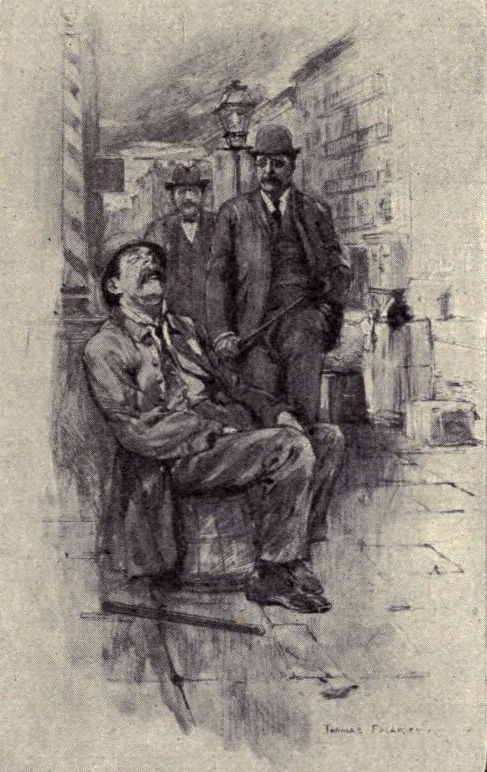
リースの自伝の挿絵より。リースは友人で改革派の同士であり、ニューヨーク市警の公安委員長であったセオドア・ルーズベルトと共にニューヨーク市を巡回した。

またルーズベルトの力でスラムの改善は急速に進展した。特にリースが犯罪再生産の場として廃止を強く訴えてきた警察の浮浪者収容施設は廃止され、またマルベリー・ストリートのテネメントも撤去されて跡地には公園ができた。さらに劣悪なアパートメントは取り壊されて、新しく建設されるものについては彩光と換気が義務付けられたほか、運動場付きの学校や職業訓練校もできた。この時のことをリースは、上の引用にもあるように、「マルベリー・ストリートの黄金時代」と呼び、同時にルーズベルトを「兄弟」とさえ呼んだのであった。
一方、後述するようにリースはフランクリン的な勤労倫理観に立ち、「浮浪者の問題は怠惰の問題である」と考えていたために浮浪者収容施設の廃絶に努めていたという側面があり、この結果これを更生の機会としたものもいたものの、ニューヨークを楽園と思っていた多くの浮浪者は、シカゴに移ることになった。

### 社会改良
リースの数ある功績の中でも特筆されるのは、1891年に写真を使ってコレラの蔓延を未然に防いだことであった。マンハッタンのクロトン給水所から供給される水に下水による汚染の兆候があることを突き止めたリースは新聞に警告記事を書き、1週間かけてクロトン給水所に流れ込む川を遡りながら、排水がニューヨーク市の水源に垂れ流されている様子をカメラにおさめた。この記事と写真によって市の衛生検査官は調査を促され、事態の深刻さを把握することができた。1891年8月21日の『ニューヨーク・イブニング・サン』紙に掲載された、彼の5つのコラムからなる記事「私たちが飲んでいるもの（Some Things We Drink）」では6枚の写真が掲載され、この記事の結果ニューヨーク市はニュークロトン貯水池（New Croton Reservoir）の一帯を買うことになり、ニューヨーク市民たちはコレラの流行から免れたのであった。
また、リースはマルベリー・ストリートとバクスター・ストリート（Baxter Street）が屈曲する地点の間に位置するマルベリー・ベンド（Mulberry Bend）、及びその南端に接するファイブ・ポインツ地区の改善にも力を注いだ。この地区はかつてコレクト・ポンド（Collect Pond）と呼ばれる水域であったにもかかわらず、生活排水による汚染によって1813年に埋め立てられていた。しかし干拓が不十分な湿地帯であったために地盤が沈下し、また湿度が高く衛生状態も悪かったため、貧しい移民や黒人の住むスラムとなった。1842年にこのスラムを訪れたチャールズ・ディケンズは『アメリカ紀行（American Notes）』の中で「ぐらぐら揺れる板の上を踏みはずさないように気をつけながら真っ暗な階段を上り、この狼の巣窟の中へ私と一緒に手探りで入ってみるがいい。ひと筋の光も、ひとそよぎの風も入って来そうにない」、「この悪徳と悲惨の世界はほかに何も見せるものなどないと言わんばかりだ。強盗や殺人でその名を知られた見るも恐ろしい安アパート。忌まわしい、崩れかかった、退廃した全てのものがここにはある」と描写している。
リースはこのような状態を写真と共に記事にして衛生局に訴えかけたので、1895年にはスラムが取り払われ、1897年には跡地にマルベリー・ベンド・パーク（Mulberry Bend Park）が設置された。リースは6月15日に行われた開園の式典に呼ばれてはいなかったが、それでもやはりリンカーン・ステフェンズらと連れ立って出席した。最後の演説で、再開発を行った事務官は公園はリースの功績であると認め、人々に「ジェイコブ・リース、万歳！」と三唱するように言った。そのほかの公園も作られると、同様にリースは一般に功績を認められた。
このようにスラムの生活状況や衛生状況を暴露し続けたため、1876年に初めて施工されたニューヨーク市共同住宅法が1901年に改正された。改正は完全なものではなかったものの、状況改善の出発点にはなりうるものであった。当時、リンカーン・ステフェンズも「一般市民の良心を目覚めさせ、調査委員会を設置して、貧困層の生活改善に向けてむこう10年間、建設的に闘うきっかけになった」と評価している。
さらに1905年には都市再建運動を促進するために、慈善出版委員会に加わった。そこでは雑誌『慈善と民衆（Charities and and the Commons）』の特集として本格的な社会調査を行い、刊行を企画した。この編集にはエドワード・トーマス・ディバイン（Edward Thomas Devine）やポール・ケロッグなどが携わっていたが、この二人は福祉問題の調査や研究に専念していたことがリースの関心を惹き、親交を結ぶに至ったという。また、1909年にルーズベルトが召集した、保護の必要な子供に関するホワイトハウス会議には児童福祉の権威と並んでリースも出席した。

### 晩年
リースは1899年まで『イブニング・サン』紙で警察担当記者として働いた。退職後も著作や講演に励み、1912年の大統領選挙の際は、長年の友人であるセオドア・ルーズベルトを支援した。妻エリザベスが亡くなると、リースは1907年に新しい妻、メアリー・フィリップス（Mary Phillips）と再婚し、ともにマサチューセッツ州のバレ（Barre）の農場に移住した。リースは1914年5月26日にその農場で死亡した。彼の2番目の妻は1967年まで生き、農場での仕事を続けながらウォール街で働き、コロンビア大学で教鞭をとった。
リースの死に際して、生涯の友人であったセオドア・ルーズベルトは以下のような文章をささげている。
ただ公の関係からだけでジェイコブ・リースについて書くことはむずかしい。彼は私の最も信頼し最も親密な友達の一人であった。リーズはかつて『会った時からずっと兄弟であった』と私のことを言ってくれたが、この事実を私はこの上もなく誇りに思っている。私は、はかり知れず彼を称賛し尊敬するばかりでなく、あたかも私自身の家族の一員であるかのように、心から彼を愛し、彼の死をいたむものである。—セオドア・ルーズベルト

### 家族
彼の娘、クララ・C・リース（Clara C. Riis）はウィリアム・クラレンス・フィスク（William Clarence Fiske）博士と1900年に結婚した。息子のジョン・リース（John Riis）はギフォード・ピンショーが創設したアメリカ合衆国森林局（United States Forest Service）に1907年から1913年まで勤務し、ユタ、カリフォルニア、オレゴンの国有林でレンジャーや監督官を勤めた。彼は1937年に、森林局に勤務していた時代の記録を書籍『Ranger Trails』として発表した。もう一人の息子、エドワード・V・リース（Edward V. Riis）は1918年の第一次世界大戦の終わりごろ、コペンハーゲンのアメリカ広報局長に迎えられ、また反ユダヤ主義にも対抗した。3人目の息子、ロジャー・ウィリアムス・リース（Roger Williams Riis）は父同様、記者及び活動家であった。

### 死後
リースの写真の価値が再発見されたのは死後30年近く経った1942年、アレグザンダー・アランド（Alexander Alland）が古本屋でリースの写真を見て、遺族に連絡したときであった。アランドは自身も移民であり、また移民をテーマとする写真家であった。実際、彼がヴァージン諸島で撮った、荒廃した島民の家の写真はニューヨークのタブロイド紙『PM（PM）』紙に掲載され、結果的に連邦議会がヴァージン諸島の住宅整備予算を倍増させることとなった。当時は折しもドキュメンタリー写真が重視されていた時代であった。こうして1947年に、アランドの手によってかつてリースが住んでいたロングアイランドの家の屋根裏から写真原版や講演会で使われていたスライドが発見され、ニューヨーク市立博物館（Museum of the City of New York）に寄贈されたのち、同年に展覧会が開催された。
また2000年代には同館のキュレーター、ボニー・ヨッケルソンが保管されていた写真資料を詳細に調査研究し、その成果をもとに2016年には同館とアメリカ議会図書館で回顧展が開催された。

## 政治との関わり

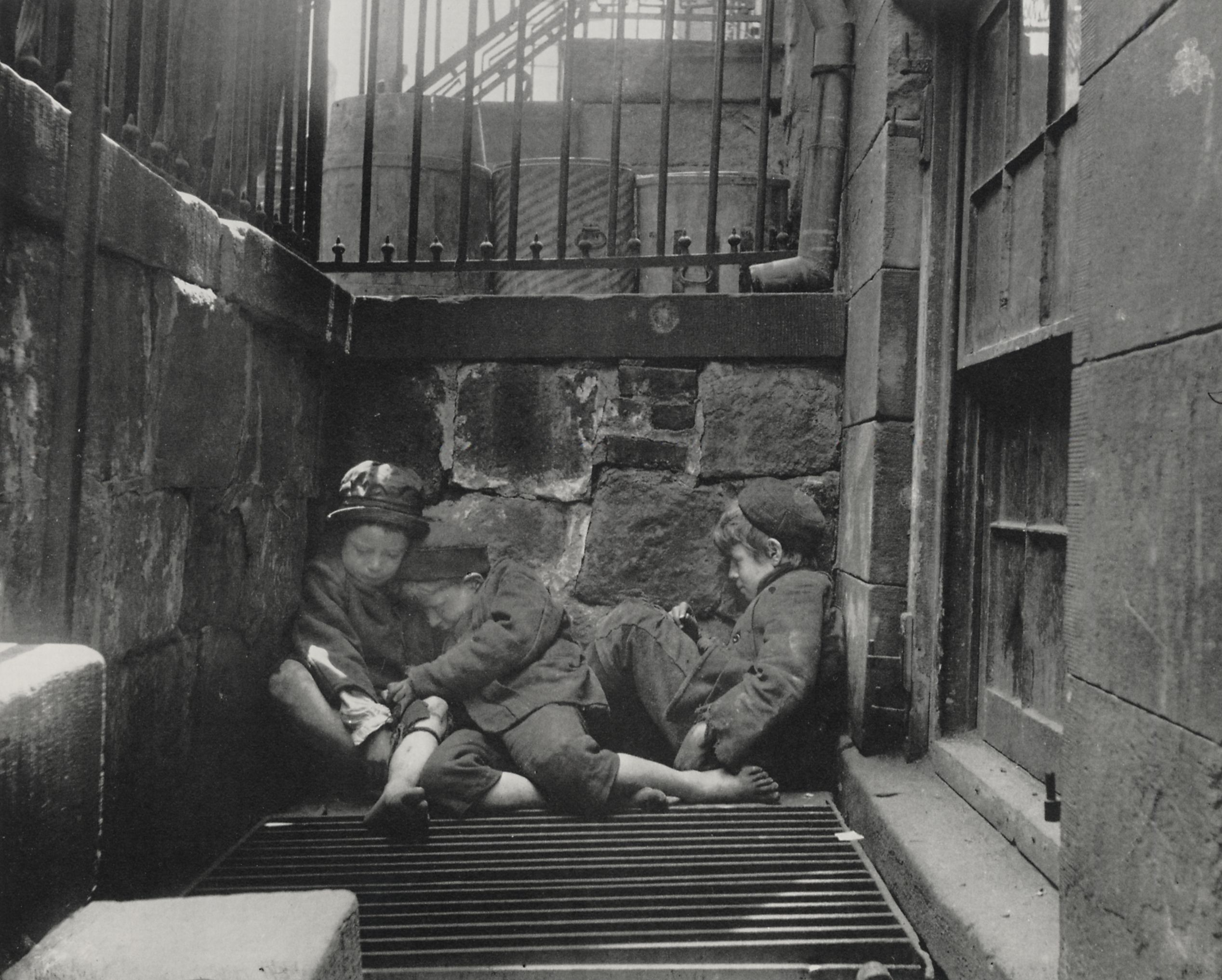
「路上のねぐらで眠る浮浪児たち・上」

貧しい人々へのリースの懸念はしばしば、周囲の人間が彼は裕福な人々を嫌っていると思い込む原因となった。しかしながら、リースは裕福な人々への不快感の気配を全く見せず、時にはそう言った人々に支援を求めた。ただ、滅多に政党政治に関わることはなかったが、それでも十分リースはタマニー・ホールの腐敗に愛想を尽かしており、民主党支持者から共和党支持者になった。
米西戦争直前の時期はリースにとって難しい時期であった。彼は、もっぱら言われているところのスペイン人のキューバ人に対する残虐行為への抗議は単にアメリカの領土拡張論に口実を与えるための策略なのではないかということを疑った自由主義者に接近された。ただリースは、おそらく友人のセオドア・ルーズベルトの気分を害さないようにするため、高額の報酬での調査依頼を断り、国家主義的な声明を出した。

## 評価

### ジャーナリストとして
ジェイコブ・リースはジャーナリストの中でも、「マックレーカー」というジャンルに位置するとみなされている。「マックレーキング・ジャーナリズム」もしくは「マックレーカー」とは、第一次世界大戦前夜のアメリカにおいて政界や経済界の腐敗や社会問題を詳細かつ正確に伝える報道姿勢、またはそうした報道姿勢をとるジャーナリストのことであり、本来はセオドア・ルーズベルトが1906年4月14日の演説において、ジョン・バニヤンの『天路歴程』に擬えて当時のジャーナリストを批判した蔑称であったが、今日では好意的な意味で用いられることが多い。実際、たとえばポーリーン・V・ヤング（Pauline V. Young）はマックレーカーとしてリンカーン・ステフェンズやアプトン・シンクレアとともにリースの名を挙げており、また『向こう半分の人々の暮らし』がマックレーキング・ジャーナリズムの先駆けであるとする見方もある。
井垣章二は資本主義社会の進展とともに体制批判と改良への志向は19世紀半ばに現れていたことを指摘した上で、1880年代にヘンリー・ジョージの『進歩と貧困』や1894年にマックレーキングの先駆とされるヘンリー・ロイドの『共和政に反する富』と比較しても、それより早く近代都市の貧困を告発していたリースこそがマックレーカーの先駆であるかもしれない、と述べている。
加えて井垣は特に社会調査との関連でリースを分析している。リースと同時期にイギリスでは社会調査の創始者と評されるチャールス・ブースがロンドン調査を行っていたが、彼はデータの数量化を図ることで客観性に徹したのに対し、リースの手段は冷静な報告書というよりは訴えの書として受け止められるのが適当であり、彼の主観的、感情的な手法に基づく記述は「調査とはほど遠い内容を示すものであるということができるかもしれない」と述べている。ただ一方で統計学の発達していたヨーロッパにおいて社会科学者でもあったブースと、新大陸でなんらアカデミックな訓練を受けなかったリースを比較することは適当でなく、リースはあくまで新聞記者としての取材経験から記述し、「からだで事実にぶつかり、全身全霊でそれを受けとめた」のであるとも分析している。
また、フォト・ジャーナリズムの観点から、ヴィッキ・ゴールドバーグ（Vicki Goldberg）はリースがジャーナリストとして写真に力を与えられた理由について彼自身の持っていたものと、歴史の流れの二つの観点から分析している。リース自身が持っていたのは行動力や才覚、スラム改善にかける情熱と献身、ジャーナリストとしての技量を持っていたことに加え、市民の耳を持ち、印刷メディアと写真の両方を利用する方法も心得ていたことを挙げている。一方で歴史の流れとしては、社会改革運動や公衆衛生運動、移民に対する中産階級の不安、取材対象そのものの目新しさ、セオドア・ルーズベルトが市警の要職についたこと、写真技術が発展したこと、そしてリースが幅広い読者層を持つ新聞社にいたことなどをあげている。このような要素が合わさって、リースの写真には劇的な力が与えられたことを、ゴールドバーグは指摘している。
一方で、リースによる様々な民族集団への描写は時に手厳しかった。一部の歴史家によれば、リースは書籍の中で「ユダヤ人は神経質で詮索好きであり、東洋人は邪悪であり、イタリア人は不潔だ」と述べている。

### 写真家として
アラン・トラクテンバーグ（Alan Trachtenberg）はリースが危険なテクニックを駆使してロウアー・イースト・サイドのスラム世界の住人たちの悲惨な生活を撮影していた点で、彼の写真は「隠蔽された社会的事実をセンセーショナルに暴露するものであったということができる」と述べている。加えて同時代の写真家、アルフレッド・スティーグリッツとの比較という点からも論じている。両者ともにハーフトーン印刷による写真出版物を通して広く観客を得ていたが、スティーグリッツがアマチュア写真家向けの専門誌と一般紙の両方で、都市景観を美しく美しくピクチュアレスクに撮るカメラ技法の重要性を絶えず強調していたのに対し、リースは一般誌の記事や書物が対象であった。また二人は写真を幻灯機で映写する上映会を開いていたが、スティーグリッツの発表場所がアマチュア写真家に限られていたのに対し、リースは教会や慈善団体などでもスライドを披露していたことを指摘している。そして、このような対照的な仕事ぶりにもかかわらず、どこかで共通点を持っていることは、経済の低迷や格差拡大、急激な都市の発展、移民の流入といった歴史的な文脈を彷彿とさせる、と述べている。
またリースの写真技術について、ヴィッキ・ゴールドバーグは、「単刀直入な撮影スタイルは、来るべきドキュメンタリー写真に間接的な影響を及ぼす」ものだと述べている。リースの写真の特徴としてあげられているのは、どれも自然な状態を撮影していることや、フラッシュを用いた撮影によって光と影の劇的なコントラストが生まれていること、露光不足のために薄汚く不気味な雰囲気を漂わせていること、そしてシャープで精密な描写がなされていること、などである。加えてアングルや画面構成などに関して言えば、芸術としての写真術に反しているものが多いが、むしろこのために現実そのままの姿を捉えているように思わせられ、写真の対象に限りなく近づいた撮影スタイルになっているのだと分析している。

### 社会改良家として
リースの社会改革への誠意は滅多に疑われることはなかった。実際、「19世紀最後の10年間、リースはアメリカでもっとも影響力のある社会改良家だった」という評もある。またジェームス・B・レイン（James B. Lane）は当時のニューヨーク市慈善組織協会の中心人物、J. S. ロウエル（J. S. Lowell）との関連について、リースの社会事業実践の側面を研究しているが、そこにおいてリースは統計調査や理論的論議よりも、学校、病院、公園、セツルメントのような社会施設を好み、その効果を目に見ることができる具体的、直接的なサービスや施与に汲々としたかなり性急な行動家であったことを分析している。ただし一方で井垣は、彼が何よりも行動家であったことは認めながらも、著書の中では調査的志向に傾斜しており、自分の役割を実践家たちがそれを基礎として進む事実をデモンストレートするのみであると語っていることから、リースは社会事業実践に関心を持ち、自らも行動するが、あくまで専従者ではなく、自らをリポーターと自覚して実態の調査と事実の収集、報告に力を注いでいたことを指摘し、「しかし彼のデータは人びとを具体的な実践に向ける熱いデータであった」と評価している。
しかし、批評家は彼に他者の選択や人生にまで干渉する権利があるのかということを疑問視した。彼の聴衆は中流の改革派を含んでおり、批評家はリースには彼自身が描き出している人々の伝統的な生活様式への愛情が全くないと批判した。マーレン・ステンジ（Maren Stange）は、リースは「労働者や労働者階級の文化から離れ」主に中流階級の聴衆の不安や恐れに訴えかけているのだと論じている。またトム・スウィンティー（Tom Swienty）は「リースは仲間である移民の多くに非常にもどかしく感じており、彼らを早まって判断し、同化できなかった人々を非難した。そして軽蔑を表現することを憚らなかった」と述べている。さらにジェフェリー・ S・グロック（Jeffrey S. Gurock）はリースは当時ニューヨークに殺到していた東ヨーロッパ系のユダヤ人の求めや恐れには鈍感であったと述べている。
佐々木隆もリースの社会改革に対する認識や、社会改革者としてのリース自身の自己イメージが18・9世紀的であったことを指摘している。実際、フランクリン的な勤労倫理観に立っていたリースには20世紀的な失業の構造には考えが及ばず、「浮浪者の問題は怠惰の問題である」と考えていたために警察署内の浮浪者宿泊所の廃絶に力を入れていた。
加えてリバタリアンの経済学者、トーマス・ソーウェル（Thomas Sowell）によれば、リースの頃の移民は一般的に、家族のアメリカ移住を支えるために収入の半分以上を節約することができる計画的かつ短期的な手段としてなら、常についにはより快適な住まいに移り住もうという意思はあったものの、狭苦しく不快な環境で生活することは構わないと思っていたという。またソーウェルが言うには、多くのテネメントを貸す人々はリースのような改革派の善意による移住の取り組みに対して、物理的に抵抗した。なぜなら他の下宿はあまりに高価でテネメントで可能な高い割合での貯蓄の余裕がないからである。さらに、リースの個人的な経験は彼の生きていた時代にあっては例外というよりむしろ通常のことであり、多くの移民や低所得者のように彼も、徐々により高い収入を得られて、違う場所へと引っ越せるようになるまでの一時的な間のみテネメントに住んでいたのであるとソーウェルは述べている。

## 記念

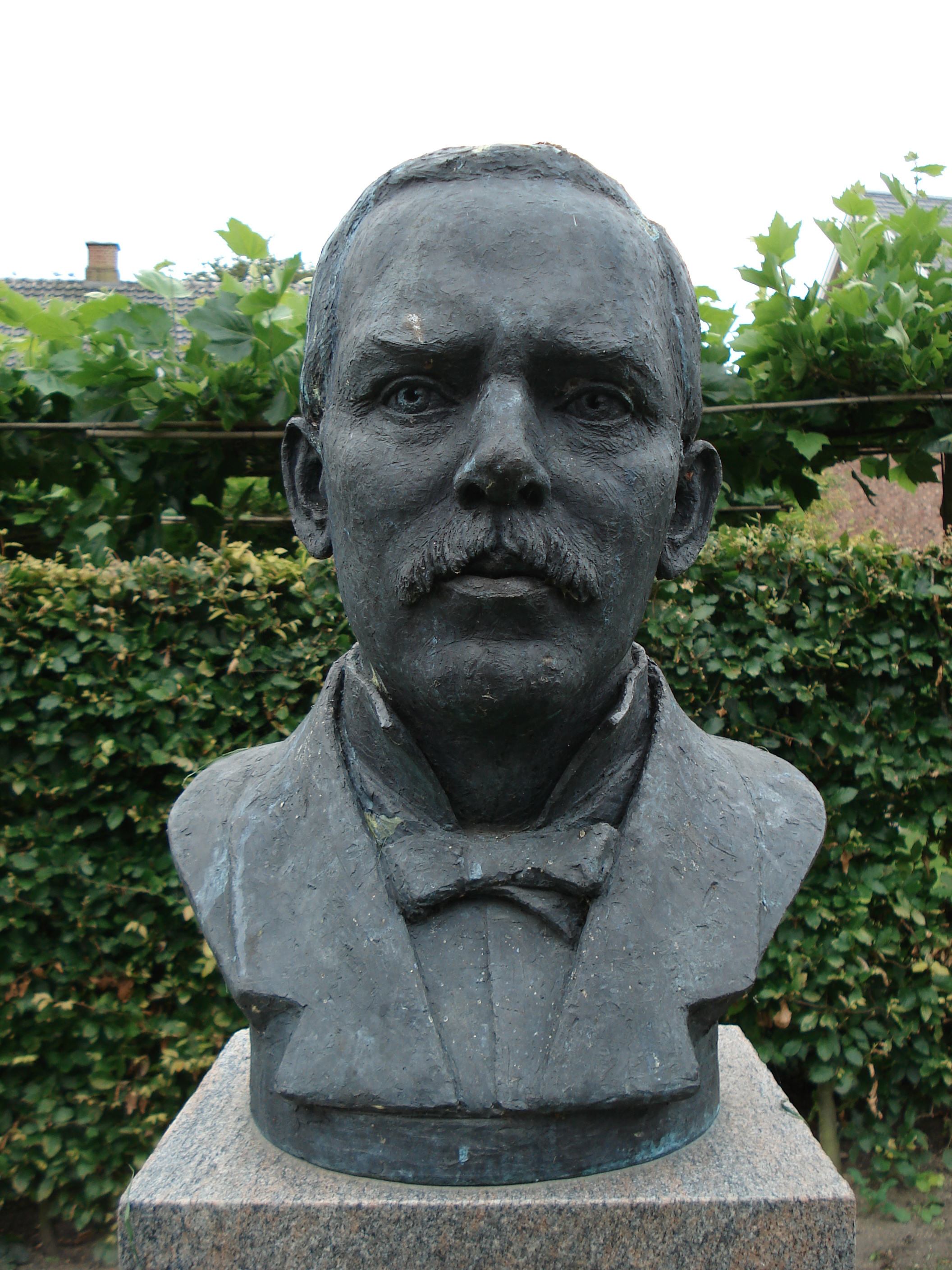
デンマーク・リーベにあるリースの石像

- ジェイコブ・リースパーク（Jacob Riis Park） - クイーンズのロッカウェイ半島（Rockaway Peninsula）に位置し、ニューヨーク市とニュージャージー州に跨るゲートウェイ国立保養地（Gateway National Recreation Area）の一部[134]。
- ジェイコブ・リーストライアングル（Jacob Riis Triangle） - クイーンズのリッチモンドヒル（Richmond Hill）に位置する公園[135]。
- ジェイコブ・リース公立学校（Jacob Riis Public School） - シカゴのサウス・スロープ・ストリートに1915年から2002年まであった高等学校。シカゴ教育局によって運営されていた[136]。
- ジェイコブ・リース・セトルメントハウス（Jacob Riis Settlement House） - マルチサービスで地域密着型の組織。クイーンズ、ロングアイランドシティのクイーンズブリッジ団地に位置する[137]。
- ジェイコブ・リース博物館（Jacob A. Riis Museum） - デンマーク・リーベにある博物館[138]。

### 崇拝
米国聖公会で、リースはウォルター・ラウシェンブッシュやワシントン・グラドン（Washington Gladden）らとともに列聖され、7月2日が教会暦における祝日となっている。

## 著作

### 書籍
- How the Other Half Lives: Studies among the Tenements of New York. New York: Charles Scribner's Sons. (1890)
- The Children of the Poor. New York: Charles Scribner's Sons. (1892)
- Nibsy's Christmas. New York: Charles Scribner's Sons. (1893)
- Out of Mulberry Street: Stories of Tenement Life in New York City. New York: Century. (1896)
- A Ten Years' War: An Account of the Battle with the Slum in New York. New York: Houghton Mifflin. (1900)
- The Making of an American. New York: Macmillan. (1901)
- The Battle with the Slum. New York: Houghton, Mifflin. (1901)
- Children of the Tenements. New York: Houghton, Mifflin. (1903)
- The Peril and the Preservation of the Home: Being the William L. Bull Lectures for the Year 1903. Philadelphia: George W. Jacobs. (1903)
- Is There a Santa Claus?. New York: Macmillan. (1904)
- Theodore Roosevelt, the Citizen. New York: Outlook. (1904)
- The Old Town. New York: Macmillan. (1909)
- Hero Tales of the Far North. New York: Macmillan. (1910)
- Neighbors: Life Stories of the Other Half. New York: Macmillan. (1914)
- Christmas Stories. An anthology of fiction for younger readers. New York: Macmillan. (1923)

### その他
- “How We Found Our Farm”. The World's Work: A History of Our Time 23. (February 1912).